# Kabinetscrisis over de spoorwegwet
Het verwerpen van de Spoorwegwet in 1860 was de oorzaak van een Nederlandse kabinetscrisis.
Op 8 februari 1860 verwierp de Eerste Kamer na een debat dat 4 dagen duurde met 20 tegen 17 stemmen een wetsvoorstel inzake de aanleg en exploitatie van de Noorder- en Zuiderspoorweg. Daardoor viel het kabinet-Rochussen.
Het kabinet stelde voor particuliere maatschappijen concessies te verlenen voor de aanleg van deze spoorlijnen, waarbij de staat subsidie zou verlenen voor de bruggen over de grote rivieren.
Tegen het wetsvoorstel werden als enkele bezwaren aangevoerd:
- Er kon beter worden gekozen voor aanleg van staatswege.
- De zuiderspoorlijn zou Rotterdam te veel bevoordelen ten opzichte van Amsterdam.
- Bepaalde regio's (Noord-Holland, Friesland) voelden zich benadeeld.

De koning, Willem III der Nederlanden, behoorde tot de tegenstanders van het wetsvoorstel en wendde - met succes - zijn invloed aan om Eerste Kamerleden tegen te laten stemmen.
Het kabinet werd opgevolgd door het kabinet-Van Hall-Van Heemstra dat er wel in slaagde een Spoorwegwet tot stand te brengen.